# Carla Cotwright-Williams
Pour les articles homonymes, voir Williams.
Carla Denise Cotwright-Williams (née le 6 novembre 1973) est une mathématicienne américaine. Elle est professeure adjointe à l'université et travaille comme scientifique des données pour le gouvernement américain. 

## Biographie
Carla Cotwright est la fille d'un officier de police. Sa famille vit à Los Angeles. Elle fait ses études secondaires à la Westchester High School et participe à des programmes d'été destinés aux étudiants issus des minorités, notamment des cours à l'université de Californie à Los Angeles et une visite pour voir la navette spatiale au Neil A. Armstrong Flight Research Center de la NASA sur la base Edwards Air Force,. Elle obtient son diplôme de fin d'études secondaires en 1991. 
Elle s'inscrit ensuite à l'université d'État de Californie à Long Beach, en ingénierie, mais échoue dans cette discipline et se réoriente en mathématiques. Elle obtient son diplôme de licence en 2000, et poursuit par un master à la Southern University à Baton Rouge, en Louisiane, qu'elle obtient en 2002,. Elle renonce à son projet initial de se tourner vers l’enseignement et poursuit à la place ses études en mathématiques pures, sous le mentorat de Stella R. Ashford,, elle-même également afro-américaine, qui dirige son mémoire de master en théorie des nombres, intitulé Unique Factorization in Bi-Quadratic Number Fields. 
Elle poursuit ses études à l'université du Mississippi, où elle est élue présidente du Graduate Student Council et où elle obtient un deuxième master en 2004,, puis elle soutient une thèse de doctorat, dans le domaine de la théorie des matroïdes intitulée Clones and Minors in Matroids, sous la direction de T. James Reid. Elle est la deuxième femme afro-américaine à obtenir un doctorat en mathématiques à l'université du Missouri et elle est l'une des quatre doctorants afro-américains qui obtiennent leur doctorat la même année,, l'un d'entre eux devenant son époux.  
Carla Cotwright-Williams travaille à l'université de Wake Forest, à l'université de Hampton et à l'université d'État de Norfolk,. En même temps, elle étudie les politiques publiques et les recherches collaboratives sur les systèmes de contrôle des drones basés sur le réseau bayésien avec la NASA, et travaille sur un projet de la Marine américaine sur l'incertitude de mesure. Elle obtient en 2010 un certificat d'études supérieures en analyse des politiques publiques à l'université Old Dominion et obtient une bourse d'études de l'American Mathematical Society en 2012,,.   
Dans le cadre de cette recherche, elle fait une étude sur les réponses à mettre en œuvre à la suite des attentats de Boston de 2013,, puis en 2014, elle s'intéresse à la qualité des données pour les services de citoyenneté et d'immigration américains. Elle est fellow Hardy-Apfel IT dans l'administration de la sécurité sociale de 2015 à 2018. Son travail concerne la prévention des fraudes par l'analyse des données et le stockage de ces données. En 2018, elle reprend son travail au département de la Défense en tant que scientifique chargée des données,, tout en conservant son poste de professeure adjointe en mathématiques et statistiques à l'American University.